# Green Border
Pour plus de détails, voir Fiche technique et Distribution.
Green Border (Zielona granica) est un film polono-franco-tchéco-belge réalisé par Agnieszka Holland, sorti en 2023, dont le contexte est la crise frontalière entre la Biélorussie et l'Union européenne en 2021.

## Synopsis
Ayant fui la guerre, une famille syrienne (les parents Bashir et Amina, leur fils Nour, leur fille Ghalia, leur bébé ainsi que le père de Bashir) entreprend un éprouvant périple pour rejoindre la Suède. À la frontière entre le Belarus et la Pologne, synonyme d'entrée dans l'Union européenne, ils se retrouvent embourbés avec des dizaines d'autres familles, dans une zone marécageuse, à la merci de militaires aux méthodes violentes. Ils réalisent peu à peu qu'ils sont les otages malgré eux d'une situation qui les dépasse, où chacun - garde-frontières, activistes humanitaires, population locale - tente de jouer sa partition.

## Fiche technique
Sauf indication contraire, les informations mentionnées dans cette section peuvent être confirmées par la base de données cinématographiques IMDb,  présente dans la section « Liens externes ».
- Titre original : Zielona granica
- Titre français : Green Border
- Réalisation : Agnieszka Holland
- Scénario : Agnieszka Holland, Gabriela Łazarkiewicz-Sieczko et Maciej Pisuk (pl)
- Photographie : Tomasz Naumiuk (pl)
- Décors : Katarzyna Jedrzejczyk
- Son : Roman Dymny
- Musique : Frédéric Vercheval
- Production : Marcin Wierzchoslawski, Fred Bernstein, Agnieszka Holland, Maria Blicharska, Damien McDonald, Sarka Cimbalova, Diana Elbaum, David Ragonig
  - Production exécutive : Mike Downey et Jeff Field
- Sociétés de production : Metro Lato, Blick Productions, Marlene films, Beluga Tree
- Société de distribution : Condor Entertainment (France), September Film (Belgique), trigon-film (Suisse)
- Pays de production :  Pologne,  France,  Tchéquie,  Belgique
- Langues originales : polonais, arabe, anglais, français
- Format : noir et blanc[2] — 1,90:1[3] — son 5.1
- Genre : drame
- Durée : 152 minutes
- Dates de sortie :
  - Italie : 5 septembre 2023 (Mostra de Venise 2023)
  - Pologne : 22 septembre 2023
  - Tchéquie : 19 octobre 2023[4]
  - France, Belgique : 7 février 2024
  - Suisse romande : 27 mars 2024

## Distribution
- Jalal Altawil : Bashir
- Dalia Naous : Amina
- Mohamad Al Rashi : le grand-père
- Taim Ajjan : Nour
- Talia Ajjan : Ghalia
- Behi Djanati Ataï : Leila
- Tomasz Włosok (pl) : Janek, le garde-frontière
- Maja Ostaszewska : Julia, la psy
- Monika Frajczyk (pl) : Marta, activiste
- Jaśmina Polak (pl) : Zuku, la soeur de Marta, activiste
- Piotr Stramowski : Maciek, activiste
- Agata Kulesza : Basia
- Maciej Stuhr : Bogdan
- Magdalena Popławska (pl) : la femme de Bogdan
- Marta Stalmierska (pl) : Ula
- Joely Mbundu : la femme somalienne

## Accueil
Le ministre polonais de la justice, Zbigniew Ziobro, compare Green Border à de la propagande nazie, comme du temps où « les Allemands, durant le IIIe Reich, produisaient des films de propagande montrant les Polonais comme des bandits et des meurtriers ». La réalisatrice, Agnieszka Holland, devient la victime d'une campagne de haine, et d'attaques antisémites. Elle envisage d'attaquer en justice le ministre. Les comédiens du film sont également pris à partie. Le film est instrumentalisé par le parti conservateur PiS lors de la campagne électorales de 2023.
Amnesty international décerne un coup de cœur au film.

### Accueil critique
En France, le site Allociné propose une moyenne de 3,5⁄5, d'après l'interprétation de 28 critiques de presse.

## Distinctions

### Récompenses
- Mostra de Venise 2023 : Prix spécial du jury[9],[5]
- Festival du film et forum international sur les droits humains de Genève (FIFDH) 2024 : Prix du Jury des Jeunes Fiction[10]